# Hijo de Sicario
Pour plus de détails, voir Fiche technique et Distribution.
Hijo de Sicario (Sujo) est un film mexicain écrit et réalisé par Astrid Rondero et Fernanda Valadez et sorti en 2024.
La première mondiale du film a lieu le 19 janvier 2024 au festival de Sundance où il remporte le prix World Cinema Dramatic du grand jury.

## Synopsis
Lorsqu'un homme qui s'est chargé des meurtres pour un cartel mexicain est tué, il laisse derrière lui son fils bien-aimé, Sujo, âgé de quatre ans. Le garçon a échappé de peu à la mort grâce à l'aide de sa tante.

## Fiche technique
- Titre français: Hijo de Sicario
- Titre original : Sujo
- Réalisation et scénario : Astrid Rondero et Fernanda Valadez
- Photographie : Ximena Amann
- Montage : Susan Korda, Astrid Rondero, Fernanda Valadez
- Production : Diana Arcega, Jean-Baptiste Bailly-Maitre, Virginie Devesa, Astrid Rondero, Jewerl Ross, Fernanda Valadez
- Pays de production : Mexique, États-Unis, France
- Langue originale : espagnol
- Format : couleur
- Genre : drame
- Durée : 126 minutes
- Dates de sortie :
  - États-Unis : 19 janvier 2024 (festival de Sundance)
  - France ; 21 août 2024

## Distribution
- Juan Jesús Varela : Sujo / Josué, son père, dit "El Ocho"
- Sandra Lorenzano (es) : Susan
- Yadira Pérez : Nemesia, la tante de Sujo
- Karla Garrido : Rosalia
- Alexis Varela : Jai
- Jairo Hernandez : Jeremy
- Kevin Aguilar : Sujo enfant
- Iker Santiago Lona Aguayo : Jeremy enfant
- Alexandro Fonseca Luna : Jai enfant
- Juan Jesús Varela Hernandez : Josué enfant

## Production
Astrid Rondero et Fernanda Valadez travaillent ensemble depuis 15 ans.
Juan Jesús Varela, qui est déjà apparu dans le premier film de Fernanda Valadez, Sans signe particulier, joue Sujo dans le rôle titre.

## Distinctions
(en) Récompenses pour Hijo de Sicario sur l’Internet Movie Database
- Festival du film de Sundance 2024 : prix « World Cinema Dramatic »